# Генкок (округ, Кентуккі)
Шаблон:StateAbbr_ 37°50′ пн. ш. 86°47′ зх. д. / 37.84° пн. ш. 86.78° зх. д.
Округ  Генкок (англ. Hancock County) — округ (графство) у штаті  Кентуккі, США. Ідентифікатор округу 21091.

## Історія
Округ утворений 1829 року.

## Демографія
За даними перепису 
2000 року 
загальне населення округу становило 8392 осіб, зокрема міського населення було 923, а сільського — 7469.
Серед мешканців округу чоловіків було 4142, а жінок — 4250. В окрузі було 3215 домогосподарств, 2436 родин, які мешкали в 3600 будинках.
Середній розмір родини становив 3,01.
Віковий розподіл населення поданий у таблиці:
| Стать    | До 15 років | 15-21 | 22-29 | 30-39 | 40-49 | 50-65 | 65-85 | Понад 85 |
| -------- | ----------- | ----- | ----- | ----- | ----- | ----- | ----- | -------- |
| Чоловіки | 961         | 379   | 414   | 620   | 630   | 754   | 357   | 27       |
| Жінки    | 932         | 380   | 436   | 631   | 590   | 744   | 462   | 75       |

## Суміжні округи
- Перрі, Індіана — північний схід
- Брекінрідж — південний схід
- Огайо — південь
- Девісс — захід
- Спенсер, Індіана — північний захід

## Виноски
1. ↑  U.S. Decennial Census. United States Census Bureau. Архів оригіналу за 12 травня 2015. Процитовано 16 серпня 2014.
2. ↑  Historical Census Browser. University of Virginia Library. Архів оригіналу за 11 серпня 2012. Процитовано 16 серпня 2014.
3. ↑  Population of Counties by Decennial Census: 1900 to 1990. United States Census Bureau. Архів оригіналу за 13 жовтня 2014. Процитовано 16 серпня 2014.
4. ↑  Census 2000 PHC-T-4. Ranking Tables for Counties: 1990 and 2000 (PDF). United States Census Bureau. Архів оригіналу (PDF) за 18 грудня 2014. Процитовано 16 серпня 2014.
5. ↑  State & County QuickFacts. United States Census Bureau. Архів оригіналу за 7 червня 2011. Процитовано 8 березня 2014.(англ.) Наведено за англійською вікіпедією.
6. ↑  American FactFinder. Бюро перепису населення США. Архів оригіналу за 21 травня 2008. Процитовано 31 січня 2008.

| США | Це незавершена стаття з географії США. Ви можете допомогти проєкту, виправивши або дописавши її. |